# Langelands kommun
Langelands kommun är en dansk kommun som består av ön Langeland i Region Syddanmark. Den bildades i samband med kommunreformen den 1 januari 2007. Langelands kommun har 13 937 inv. (2007) och är 290 km². Huvudort är Rudkøbing.
Langeland kommun är en sammanslagning av:
- Rudkøbings kommun
- Sydlangelands kommun
- Tranekærs kommun

## Socknar
| 1. Hou socken 2. Stoense socken 3. Snøde socken 4. Bøstrups socken 5. Tranekærs socken 6. Tullebølle socken 7. Simmerbølle socken 8. Rudkøbings socken 9. Strynø socken 10. Skrøbelevs socken 11. Longelse socken 12. Fuglsbølle socken 13. Lindelse socken 14. Humble socken 15. Fodslette socken 16. Tryggelevs socken 17. Magleby socken 18. Bagenkops socken |